# Willie Banks
Pour les articles homonymes, voir Banks.
William « Willie » Augustus Banks III, né le 11 mars 1956 dans la base militaire Travis Air Force Base de Fairfield (Californie), est un athlète américain, ancien détenteur du Record du monde du triple saut et vainqueur d'une médaille d'argent lors des championnats du monde.

## Carrière
Willie Banks se distingue durant l'année 1981 en réalisant 17,56 m au cours des Championnats des États-Unis d'athlétisme à Sacramento. En 1983, lors des premiers Championnats du monde d'athlétisme, et en l'absence pour blessure du recordman du monde, le Brésilien João Carlos de Oliveira, il remporte la médaille d'argent du triple saut avec un bond à 17,18 m. Le Polonais Zdzislaw Hoffmann décroche le titre avec 17,42 m. L'année suivante, Banks ne prend que la sixième place de la finale des Jeux olympiques de Los Angeles et décide de modifier sa préparation physique en accentuant les séances de musculation et de vitesse. Il s'attache les services de Chuck Debus.
Le 16 juin 1985, Willie Banks établit un nouveau record du monde durant les Championnats des États-Unis tenus à Indianapolis en sautant 17,97 m lors de son deuxième essai (vent favorable de 1,50 m/s). Ce record ne sera battu que dix ans plus tard par Jonathan Edwards en 1995.
Banks est le premier athlète à inviter le public à effectuer des applaudissements rythmés durant sa course d'élan.
Il est élu au Temple de la renommée de l'athlétisme des États-Unis en 1999.

## Palmarès

### International
| Date | Compétition                | Lieu         | Résultat | Marque  |
| ---- | -------------------------- | ------------ | -------- | ------- |
| 1977 | Universiade                | Sofia        | 3e       | 16,94 m |
| 1979 | Jeux panaméricains         | San Juan     | 2e       | 16,88 m |
| 1979 | Coupe du monde des nations | Montréal     | 5e       | 16,66 m |
| 1979 | Universiades               | Mexico       | 1er      | 17,23 m |
| 1981 | Coupe du monde des nations | Rome         | 3e       | 17,04 m |
| 1983 | Championnats du monde      | Helsinki     | 2e       | 17,18 m |
| 1984 | Jeux olympiques            | Los Angeles  | 6e       | 16,75 m |
| 1985 | Coupe du monde des nations | Canberra     | 1er      | 17,58 m |
| 1987 | Jeux panaméricains         | Indianapolis | 2e       | 16,87 m |
| 1988 | Jeux olympiques            | Séoul        | 6e       | 17,03 m |

### National
- Championnats des États-Unis d'athlétisme
  - vainqueur du triple saut en 1980, 1981, 1983 et 1985.